# Bulbophyllum calvum
Bulbophyllum calvum là một loài phong lan thuộc chi Bulbophyllum.